# Pristimantis aurantiguttatus
Pristimantis aurantiguttatus es una especie de anfibio anuro de la familia Craugastoridae.

## Distribución
Esta especie es endémica de Colombia. Habita entre los 1000 y 1900 m de altitud en la cordillera occidental en el departamento de Antioquia y en la serranía de los Paraguas, en Chocó.

## Descripción
Los machos miden de 17.1 a 20.3 mm y las hembras de 23.1 a 30.4 mm.

## Publicación original
- Ruíz-Carranza, Lynch & Ardila-Robayo, 1997 : Seis nuevas especies de Eleutherodacrylus Dumeril & Bibron, 1841 (Amphibia : Leptodactylidae) del norte de la Cordillera Occidental de Colombia. Revista de la Academia Colombiana de Ciencias Exactas Físicas y Naturales, vol. 21, n.º 79, p. 155-174[5]